# Cranger Kirmes

Blick vom Riesenrad auf die Cranger Kirmes 2022

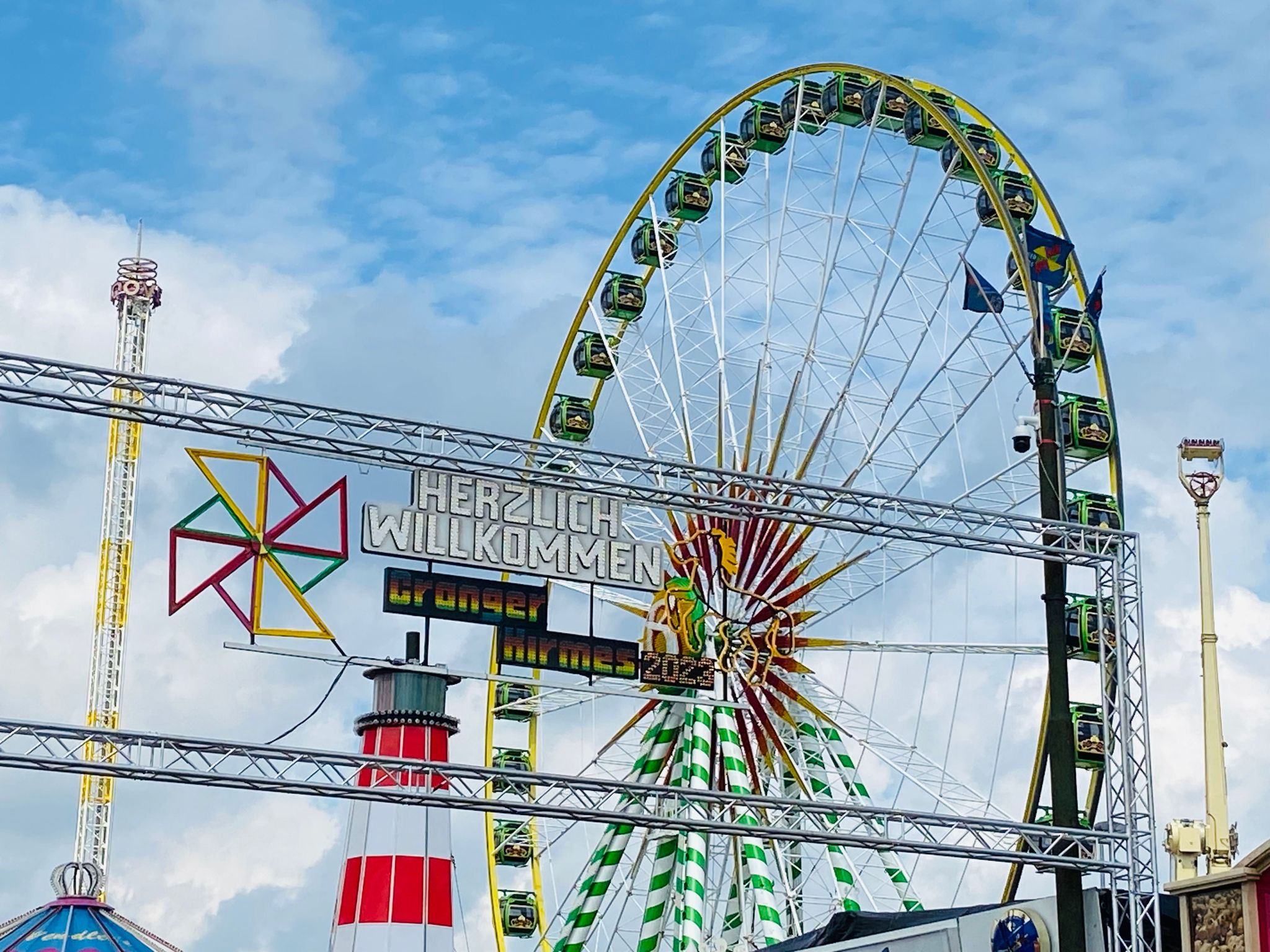
Cranger Kirmes Haupttor 2023

Die Cranger Kirmes ist ein Volksfest im Herner Stadtteil Crange. Sie gehört mit durchschnittlich rund vier Millionen Besuchern zu den größten Volksfesten in Deutschland. Im Jahre 2008 fanden sich nach polizeilichen Angaben 4,7 Mio. Menschen auf dem Kirmesplatz am Rhein-Herne-Kanal ein.

## Geschichte

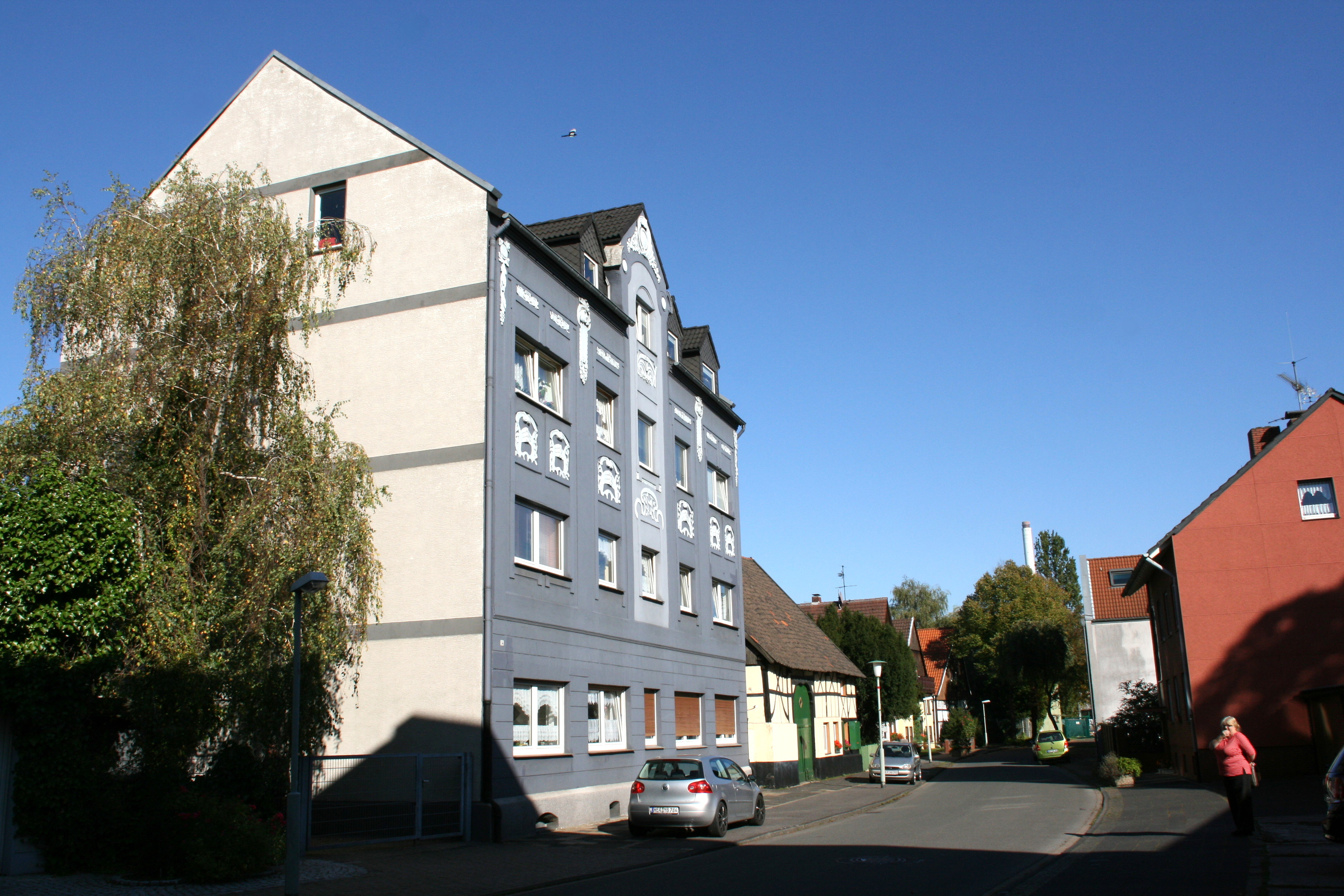
Der Ortsteil Crange als Ort der Cranger Kirmes

Die Ursprünge der Cranger Kirmes sind weitgehend unbekannt. Bei allen Thesen, die seit über einhundert Jahren publiziert und diskutiert werden, handelt es sich um mehr oder minder wahrscheinliche Spekulationen.
Die erste nachweisbare Erwähnung der Cranger Kirmes findet sich im Jahr 1703 in einem Befehl der königlich Preußischen Regierung zu Kleve zur Feststellung des von Herrn von Rump zu Crange behaupteten Rechts auf Abhaltung eines Jahrmarkts. In diesem Schriftstück heißt es, „dasz gemelter von Rump ausz eine alte und zweyhundertjahrige possession und recht eines jahrmarcks, auff einen Sonntag zu halten, sich gründe“. Damit verweist die ungefähre Zeitangabe in dieser Urkunde auf eine Jahrmarktstradition, die etwa bis zum Jahr 1500 zurückreicht.
Der Ursprung der Kirmes liegt aber wahrscheinlich noch einige Jahrzehnte früher. Oftmals findet sich die Behauptung, die Kirmes sei auf einen „uralten“ Pferdemarkt zurückzuführen. Tatsächlich sind seit 1369 im Emscherbruch Wildpferde nachgewiesen. Der Literatur folgend waren die Pferde, auch Emscherbrücher Dickköppe genannt, wegen ihrer Zähigkeit und Ausdauer gefragt und haben Höchstpreise erzielt. Dessen ungeachtet ist ein Pferdemarkt für diese Zeit jedoch nicht dokumentiert. Entsprechende Behauptungen in der älteren Literatur, an denen sich spätere Autoren immer wieder orientierten, sind mit keinerlei Beweisen belegt.
Das erste belegbare Datum der Cranger Geschichte stammt aus dem Jahr 1441. Derick von Eickel wurde am 10. August 1441, den Laurentiustag, von seinem Lehnsherren, Herzog Adolf von Kleve, Graf von Mark, mit Haus Crange belehnt. 1449 erhielt er von der römischen Kurie das Sonderrecht, „einen tragbaren Altar zu besitzen, um darauf in Haus Kranghe oder in anderen Kapellen (…) die Heilige Messe (…) feiern lassen zu können.“ Als Dank ließ von Eickel die Laurentiuskapelle bauen. Wann die Kapelle fertiggestellt und geweiht wurde, ist jedoch wiederum nicht belegt. Die Einweihung der Kapelle als Traditionsbeginn der Cranger Kirmes erscheint dabei als durchaus plausibel, stammt das Wort Kirmes etymologisch doch vom mittelhochdeutschen „kirmesse“, verkürzt aus Kirchweihmesse, ab. Auch in Zeitungsberichten vom Beginn des 20. Jahrhunderts wird immer wieder auf den Ursprung der Kirmes als „Kirchweihfest“ hingewiesen. In einer Urkunde aus dem Jahr 1484 wird zudem erstmals die „Freiheit Crange“ erwähnt, was grundsätzlich ein Marktrecht impliziert.
Die Annäherung an den Ursprung der Cranger Kirmes ist wohl nur im Zusammenspiel der überlieferten Dokumente möglich. Ausgehend von der ungefähren Zeitangabe in der bereits erwähnten Prozeßakte von 1703 ergibt sich die Einschätzung, dass sich die Kirmes wohl in der Zeit von 1449 (Dekret der römischen Kurie, indessen Folge die 1526 erstmals nachgewiesene Kapelle gebaut wurde) bis 1484 (Freiheit Crange mit vorhandenem Marktrecht) entwickelt hat. Als traditionsbegründend muss das Kirchweihfest angesehen werden, zu dem dann ein Pferdemarkt begleitend hinzugekommen ist. Ob Pferde schon vorher gehandelt wurden, ist dabei genauso wenig auszuschließen wie es zu verifizieren ist. Dokumente darüber gibt es nicht. Der letzte Pferdemarkt, auf dem Wildpferde aus dem Emscherbruch verkauft wurden, fand nach der Gebietsreform Napoleons statt. Er verlor jedoch, im Gegensatz zur Kirmes, immer mehr an Bedeutung. Diese wuchs parallel zum Aufkommen der Industrie und des Bergbaues im Ruhrgebiet Jahr für Jahr.
Die Zählung der Cranger Kirmes wurde 1935 von den Nationalsozialisten willkürlich gesetzt, um das Volksfest zu Propagandazwecken zu instrumentalisieren. Mit großem Aufwand und unter Einbeziehung aller Parteiorganisationen und der Stadtverwaltung wurde 1935 die Jubiläumskirmes mit einer breiten Palette an Sonderveranstaltungen durchgeführt. Einiges davon wie die offizielle Eröffnungsfeier, der historische Pferdemarkt und der Festzug gehören seitdem zum Standardrepertoire des Kirmesprogramms. Bei der Kirmes selbst hielt sich die NSDAP mit ideologischen Programmpunkten und offener NS-Symbolik zurück. Das Volk sollte feiern und zwanglos sich selbst als „lebendige Verkörperung des Gedankens der Volksgemeinschaft“ erleben. Weiter hieß es im Geleitwort der von der Stadt Wanne-Eickel und der Kreisleitung der NSDAP herausgegebenen Jubiläumsbroschüre: „Damit ist auch Sinn und Aufgabe des Heimat- und Volksfestes zur 500-Jahrfeier des Dorfes Crange und der Cranger Kirmes gegeben. Mögen die Festtage einen frohen Verlauf nehmen und dazu beitragen, dass im Volke alle Kräfte sich sammeln zu dem freudigen Bekenntnis zum neuen Deutschland und seinem Führer.“

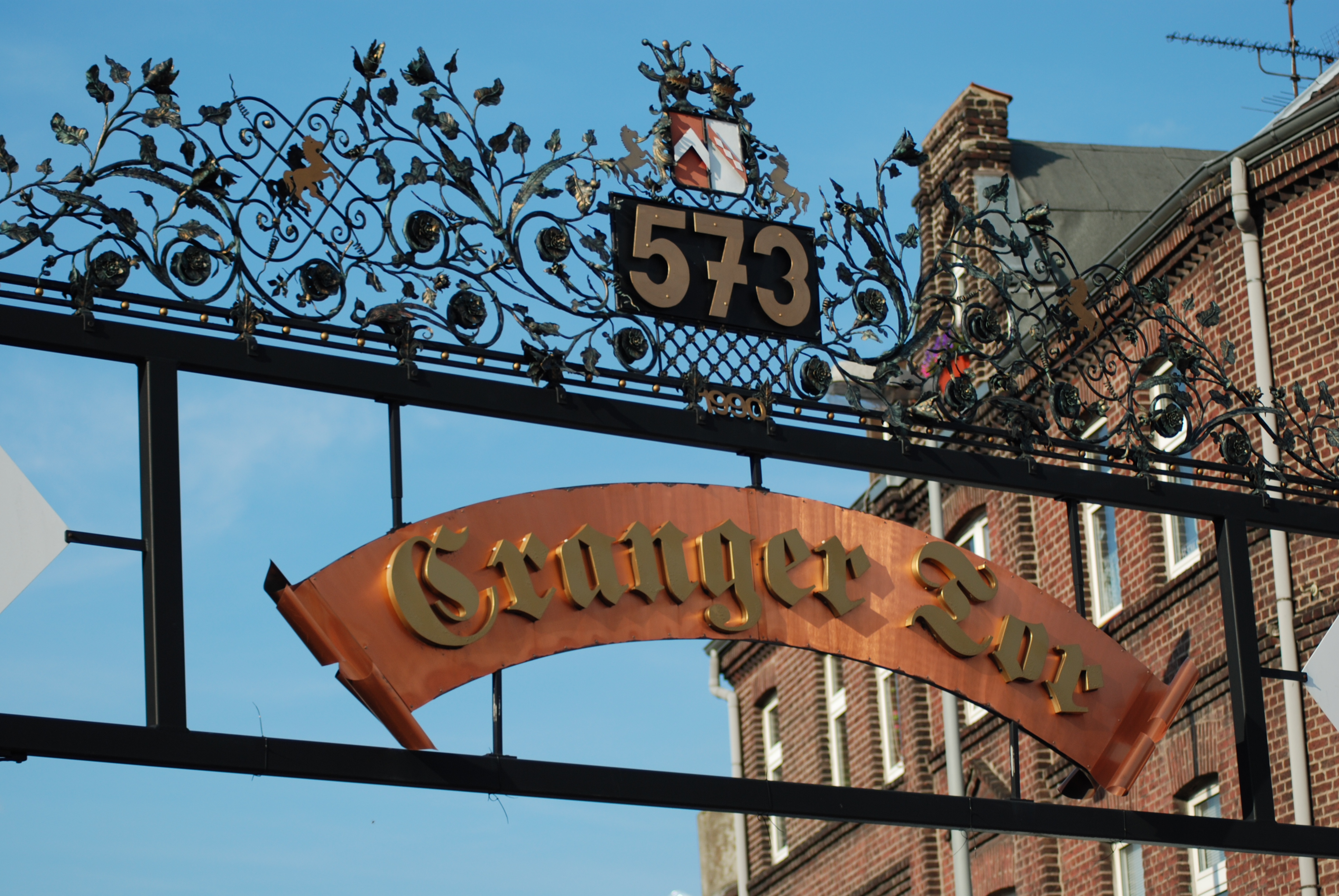
Cranger Tor 2008
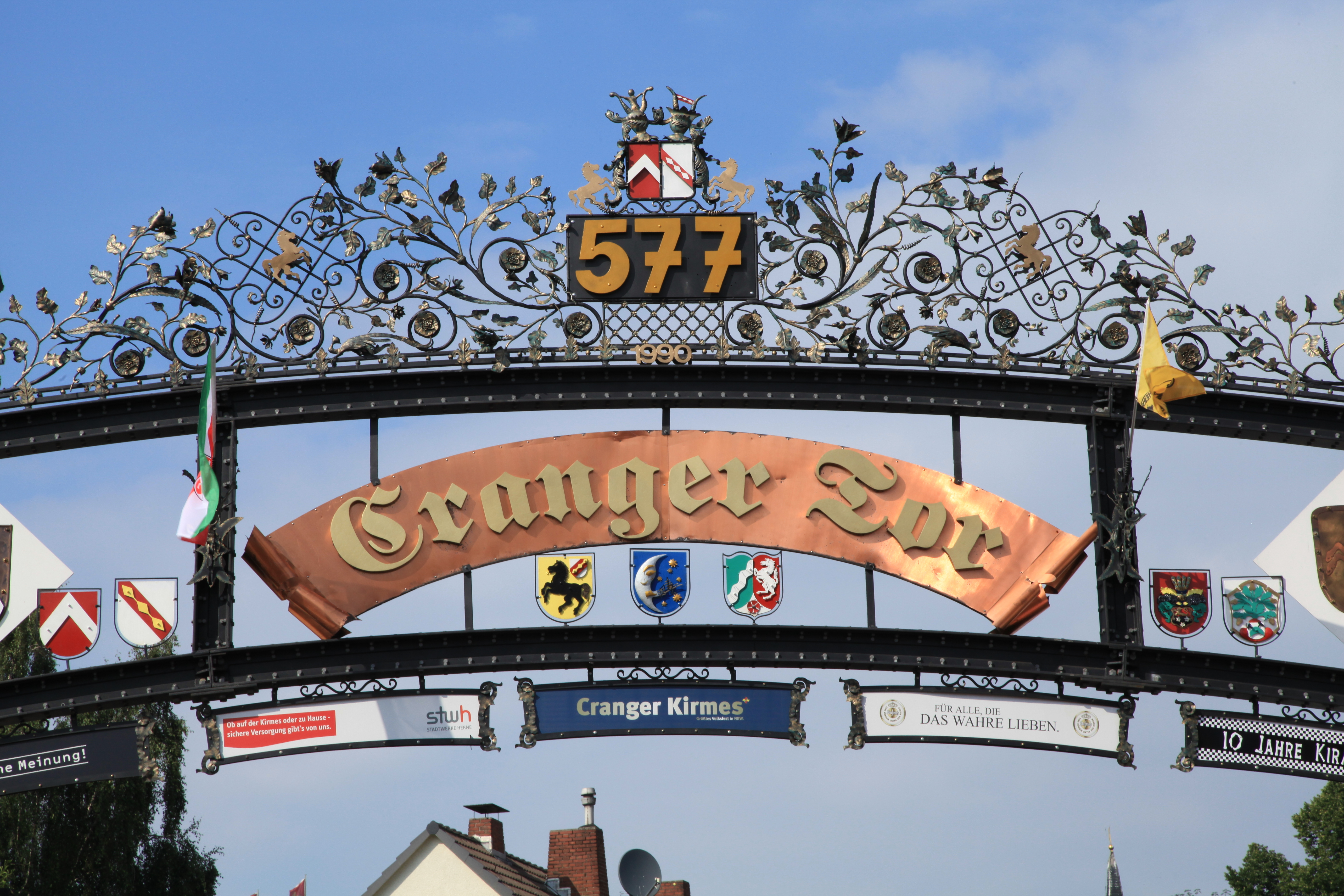
Cranger Tor 2012

Da die Datierung völlig unhaltbar war, wurde sie nach dem Krieg fallengelassen. Erst im Jahr 1990 griffen Marketing-Experten auf die NS-Zeitrechnung zurück. Mit der Schnapszahl „555. Cranger Kirmes“ sollte das Volksfest des Ruhrgebiets im Wettstreit mit anderen Jahrmärkten in der Bundesrepublik markant positioniert werden. Erstmals wurde damals auch die Zahl auf dem Cranger Tor eingefügt. Seitdem steht jedes Jahr auf dem Cranger Kirmes-Tor die Anzahl der stattgefundenen Kirmessen geschrieben; im Jahr 2015 fand die „580.“ Kirmes statt. Am 19. Februar 2019 verkündete die Stadt Herne künftig eine andere Zählweise der Cranger Kirmes anwenden zu wollen, die sich an der erstmaligen urkundlichen Erwähnung der Freiheit Crange mit impliziertem Marktrecht im Jahr 1484 orientiert. Aus diesem Grund fand im Jahr 2019 nicht die 584., sondern die 535. Cranger Kirmes statt. 2020 musste die Kirmes wegen der anhaltenden Corona-Pandemie abgesagt werden.

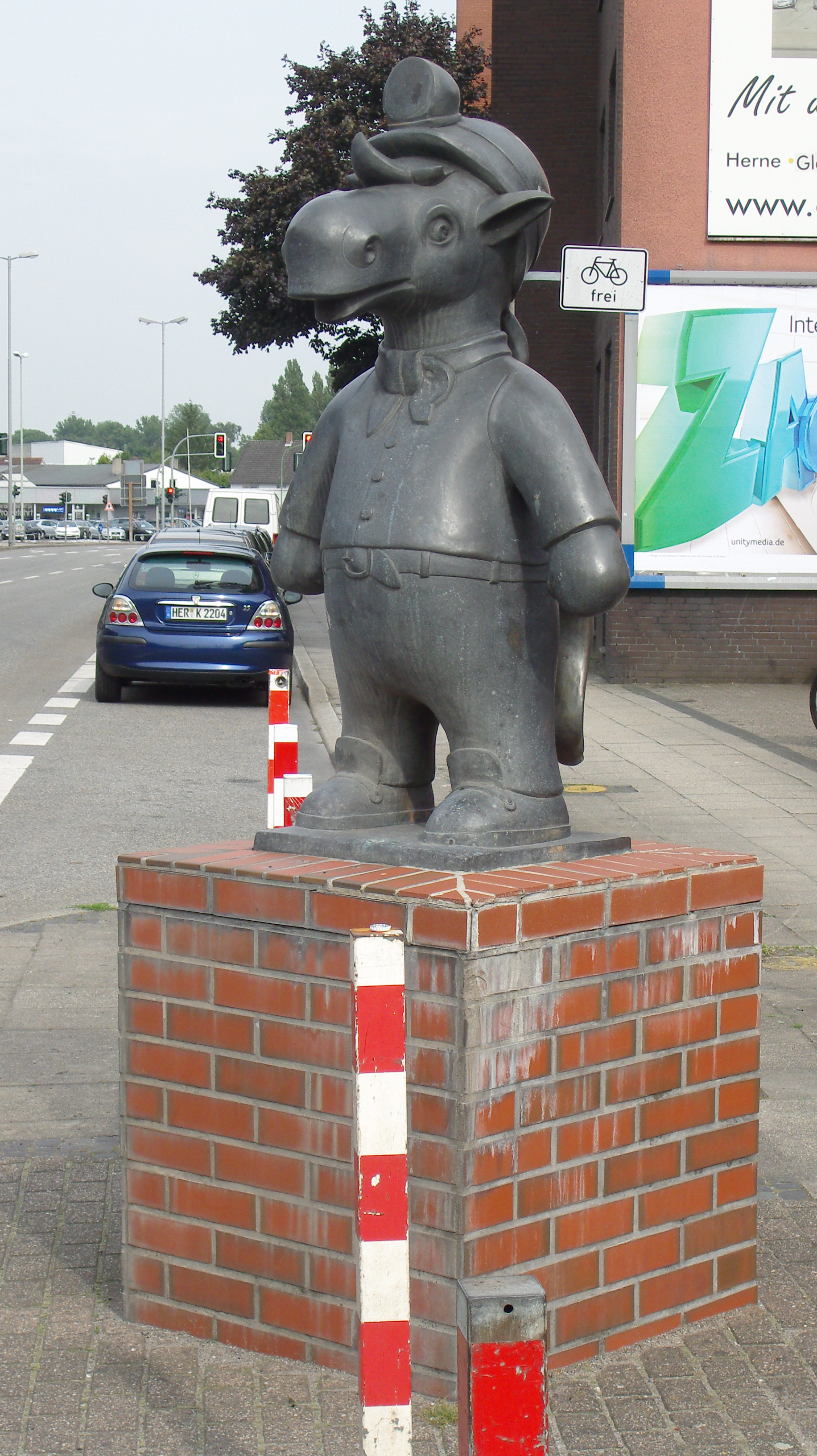
„Fritz“ Bronzefigur
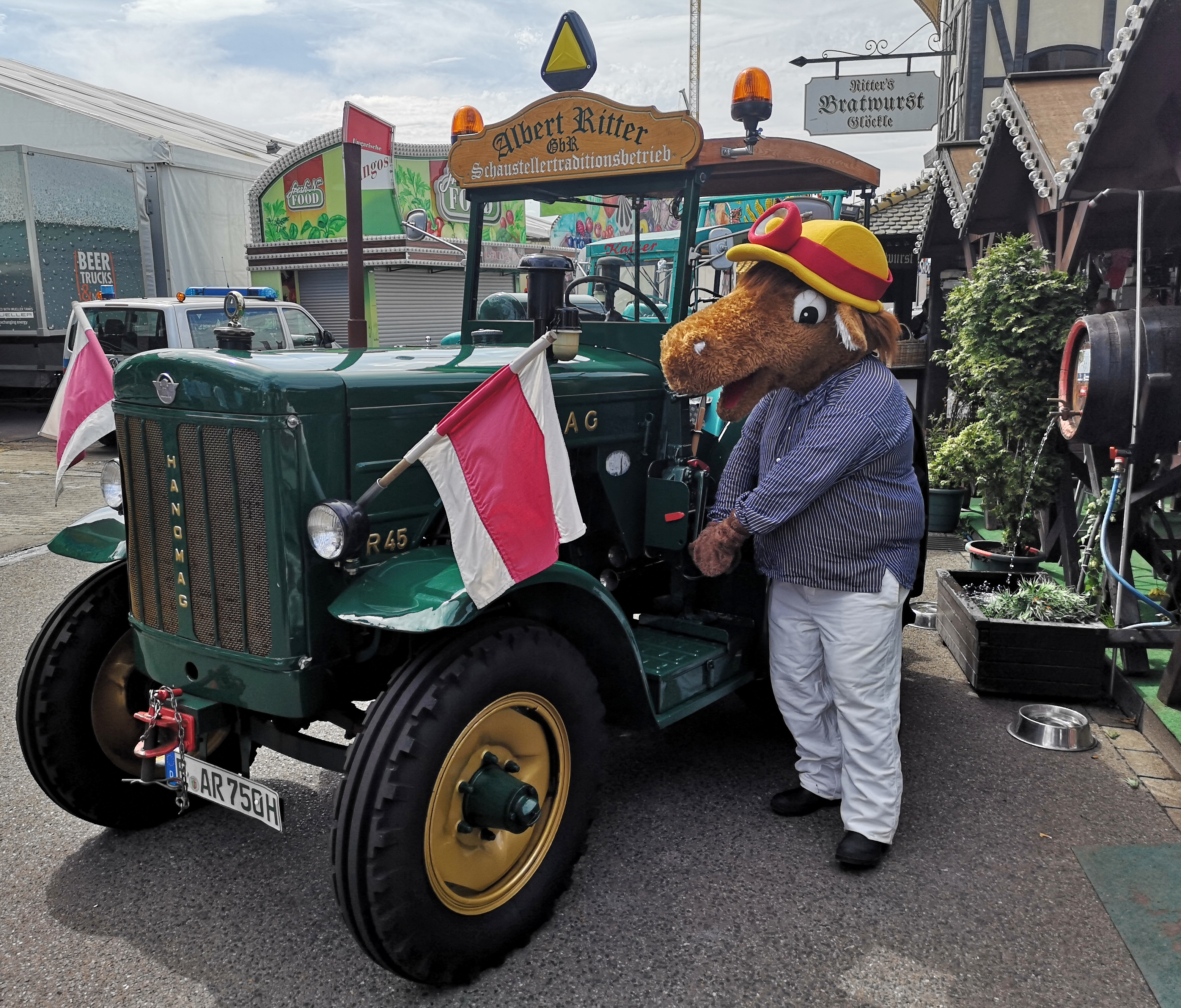
„Fritz“ Maskottchen

Das Kirmes-Maskottchen „Fritz“ wurde 1996 eingeführt. Das stilisierte Grubenpferd mit gelbem Schutzhelm und roter Kopflampe wurde von Dietmar Kremer im Auftrag der Stadt Herne entworfen, ebenso die jährlich variierenden Anstecknadeln. 1997 wurde eine 1,60 m hohe und 400 kg schwere Bronzefigur am Ende der Hauptstraße, dem Haupteingangsbereich der Kirmes, aufgestellt. Daneben gibt es weitere Crange- und Kirmesmotive, die auf Merchandising-Produkten vermarktet werden.

## Standort

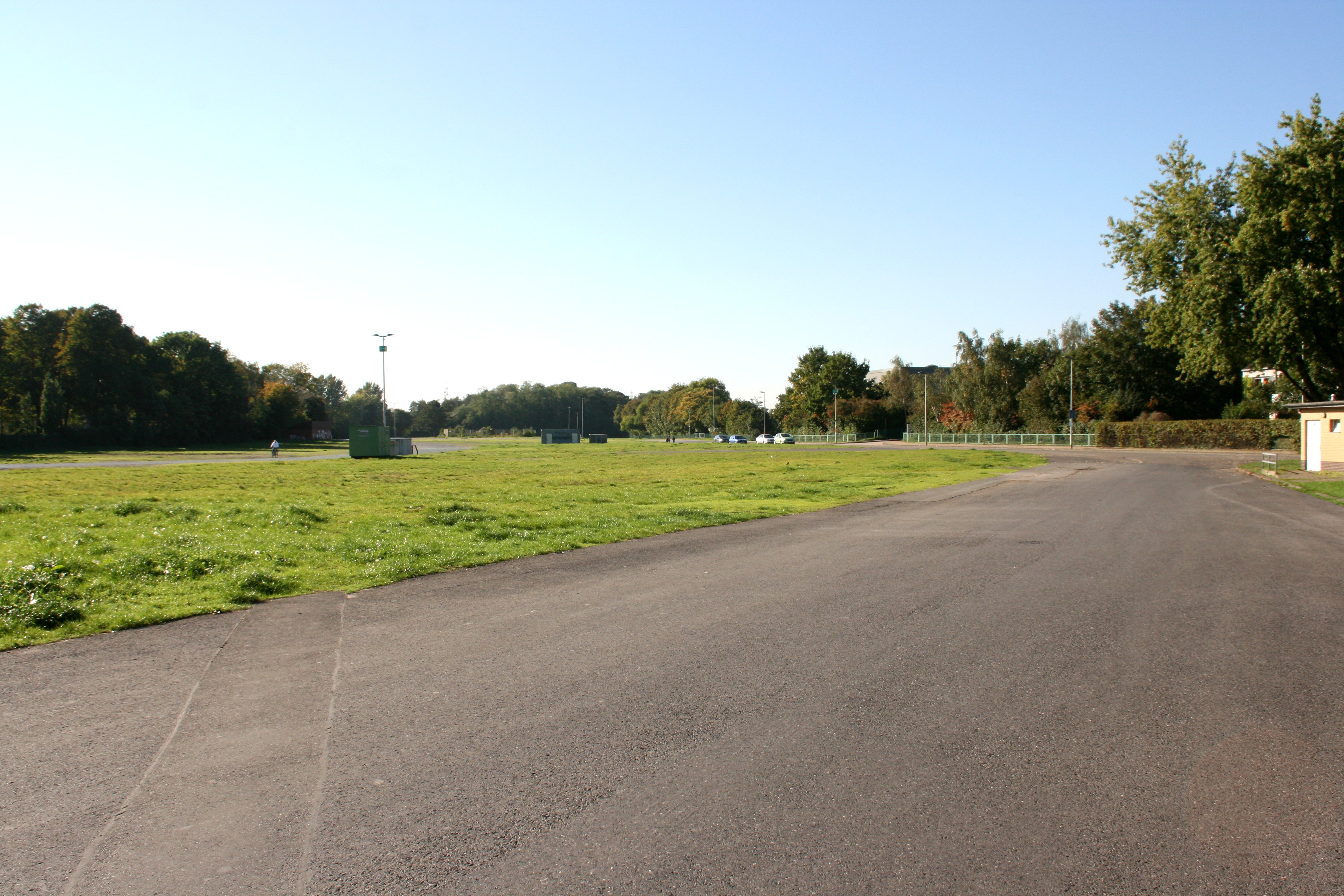
Festplatz außerhalb der Kirmeszeit

Die Cranger Kirmes liegt direkt am Rhein-Herne-Kanal auf dem ehemaligen Gelände des Schachtes 5 der Zeche Unser Fritz und ist sowohl über die A 42 (Ausfahrten Herne-Crange, Herne-Baukau oder Herne-Wanne, gebührenpflichtige Parkplätze) als auch mit öffentlichen Verkehrsmitteln über Wanne-Eickel Hbf, Herne Bf oder Gelsenkirchen Hbf und die dort anschließenden Pendelbusse erreichbar. Es handelt sich um E-Wagen oder planmäßige Linien von BOGESTRA, HCR oder Vestische zu verschiedenen Zielen, so in die Nähe der Achterbahn oder des Riesenrades.   Während der Kirmes verkehrt die Weiße Flotte auf dem Rhein-Herne Kanal von Oberhausen über Essen und Gelsenkirchen bis zum Festplatz.
Der Festplatz der Cranger Kirmes ist über 83.000 m² groß und hat über 5 km Budenfront. Überall gibt es Losbuden, Verpflegungs- und Souvenirstände. Insbesondere am Cranger Tor – hier ist nicht nur eine städtische Auskunftsstelle, sondern auch ein Automat für Souvenir-Medaillen. Zur Kirmes kommen ca. 400.000 Besucher pro Tag. Außer auf dem Platz selbst werden noch einige Straßen in seiner Umgebung mit Buden und Fahrgeschäften bebaut. Insgesamt beträgt nach Auskunft der Stadt Herne die Fläche der durch über 500 Schausteller gebildeten Kirmes 110.000 m². In anliegenden Gebäuden und Hinterhöfen gibt es zur Kirmeszeit gastronomische Angebote.

## Termin und Programm
Grundsätzliches Ankerdatum ist der erste Freitag im August. Aktuell beginnt die Kirmes am Donnerstag davor. Die 583. Cranger Kirmes 2018 begann wieder am ersten Donnerstag im August und dauerte insgesamt elf Tage. In den Jahren 2011 und 2012 wurde die Kirmes schon einmal auf elf Tage verlängert und begann bereits am Donnerstagabend. Infolge der Klage eines Anwohners startete die Kirmes ab 2013 jedoch wieder am ersten Freitag im August und dauerte somit nur zehn Tage.

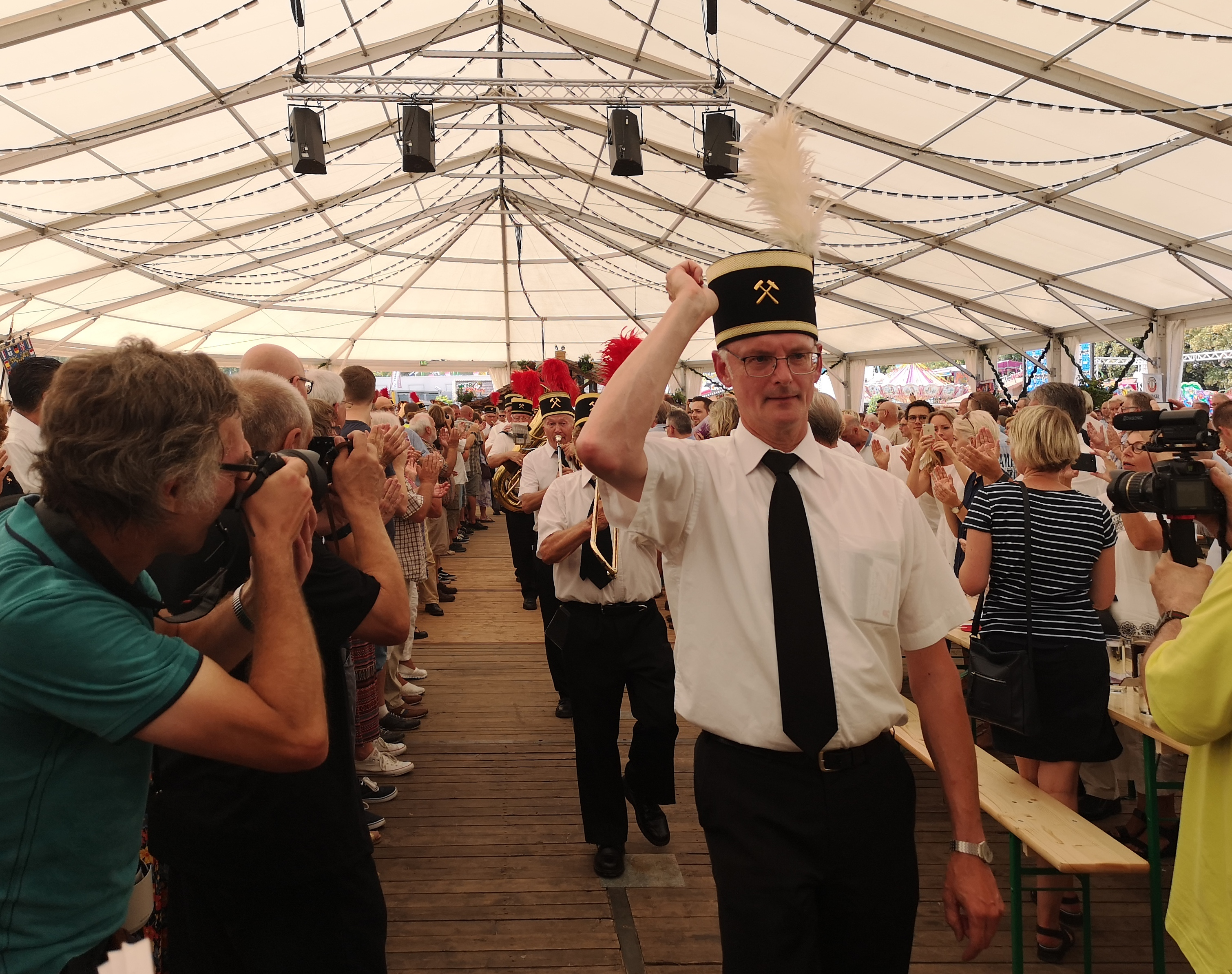
Bergmannskapelle

Vor der Eröffnung der Cranger Kirmes findet am Vortag (Donnerstag) der Pferdemarkt statt. Des Weiteren feiern die Kirmesfans am Abend dieses Tages auf dem Kirmesplatz im Festzelt „Glück auf Crange“ eine Warm-up-Party. Am Freitagnachmittag zum Kirmesbeginn mit Bergmannskapelle begrüßt der Präsident des Deutschen Schaustellerbundes im Festzelt die Fahnenabordnungen der Schaustellervereine. Anschließend wird die Cranger Kirmes vom amtierenden Oberbürgermeister der Stadt Herne mit dem Ausruf „Piel op no Crange!“ und dem traditionellen Fassanstich eröffnet, gefolgt von der Ansprache des Ehrengastes und dem Auftritt der eingeladenen Künstler. Am Abend des offiziellen Eröffnungstages findet ein Eröffnungsfeuerwerk statt.

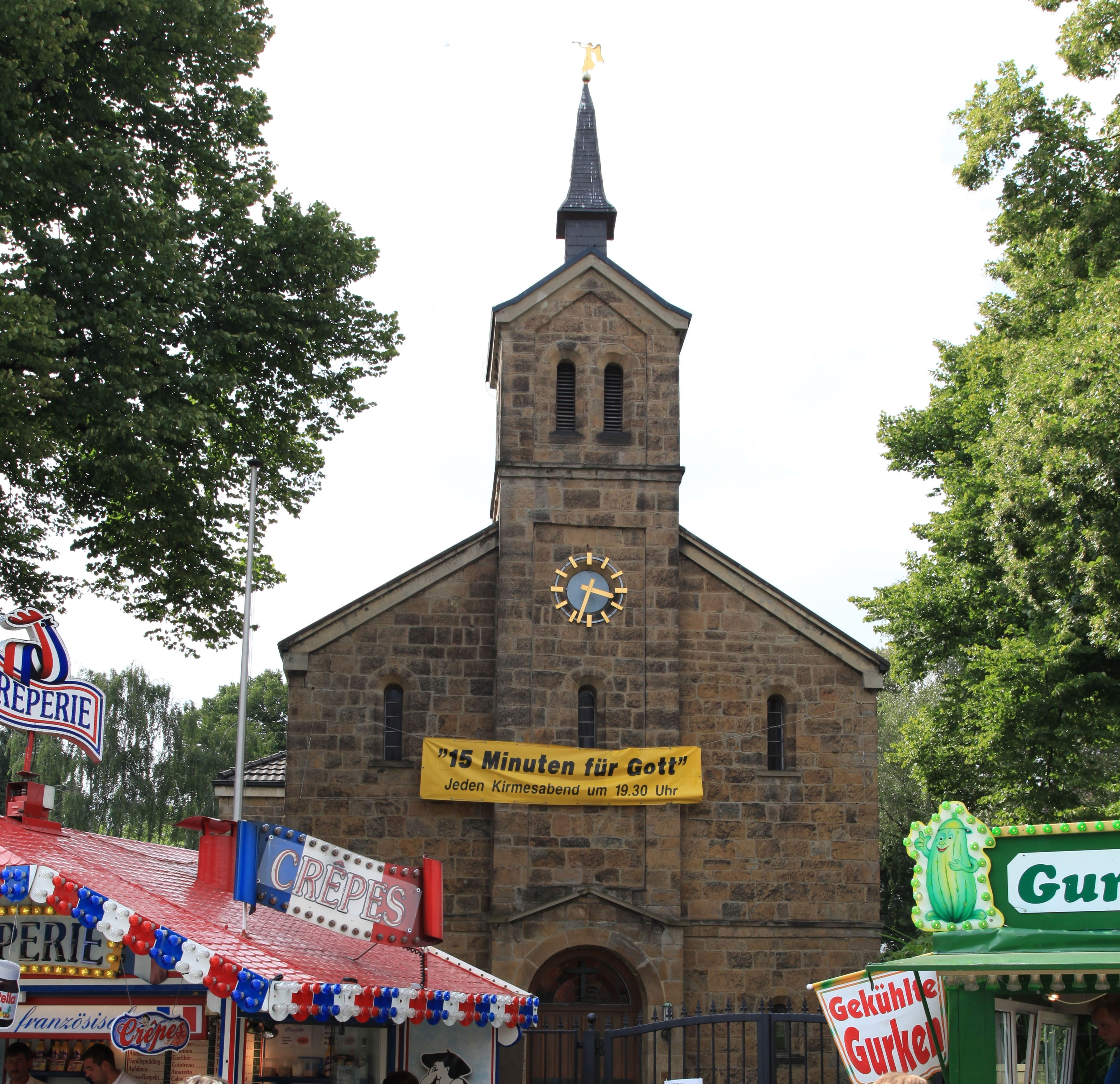
Cranger Kirche

Am folgenden Samstag startet ein großer Festumzug von Eickel Richtung Kirmesplatz. Der Mittwoch ist seit vielen Jahren Familientag, zu dem die Schausteller ermäßigte Preise anbieten, die Fahr- und Schlemmerpässe gelten an diesem Tag jedoch nicht. In der Cranger Kirche findet an jedem Kirmestag um 19:30 Uhr die abwechselnd von beiden Konfessionen gehaltene Kurzandacht „15 Minuten für Gott“ statt. Am letzten Tag der Cranger Kirmes (Sonntag) gibt es ein großes Abschlussfeuerwerk.
Bei der 573. Cranger Kirmes im Jahr 2008 wurden 4,7 Millionen Besucher gezählt; bis jetzt die höchste Besucherzahl.
Zu den rund 50 Fahr-, Show- und Laufgeschäften gehören Karussellvarianten wie Kettenkarussell, Tagada, Berg- und Talbahn, Propeller und Flipper, Freifalltürme wie der Hangover, Afterburner wie der Konga, Hoch-Rundfahrgeschäfte, Rundfahrgeschäft wie der Breakdance, außerdem Autoscooter, Luft- und Schiffschaukel, Riesenrad, Achterbahnen wie die Wilde Maus, Wildwasserbahn, Themenfahrten, Geisterbahnen, Überschlagschaukeln, Boxbude, ebenso Laufgeschäfte wie Spiegellabyrinth und Lachkabinett.

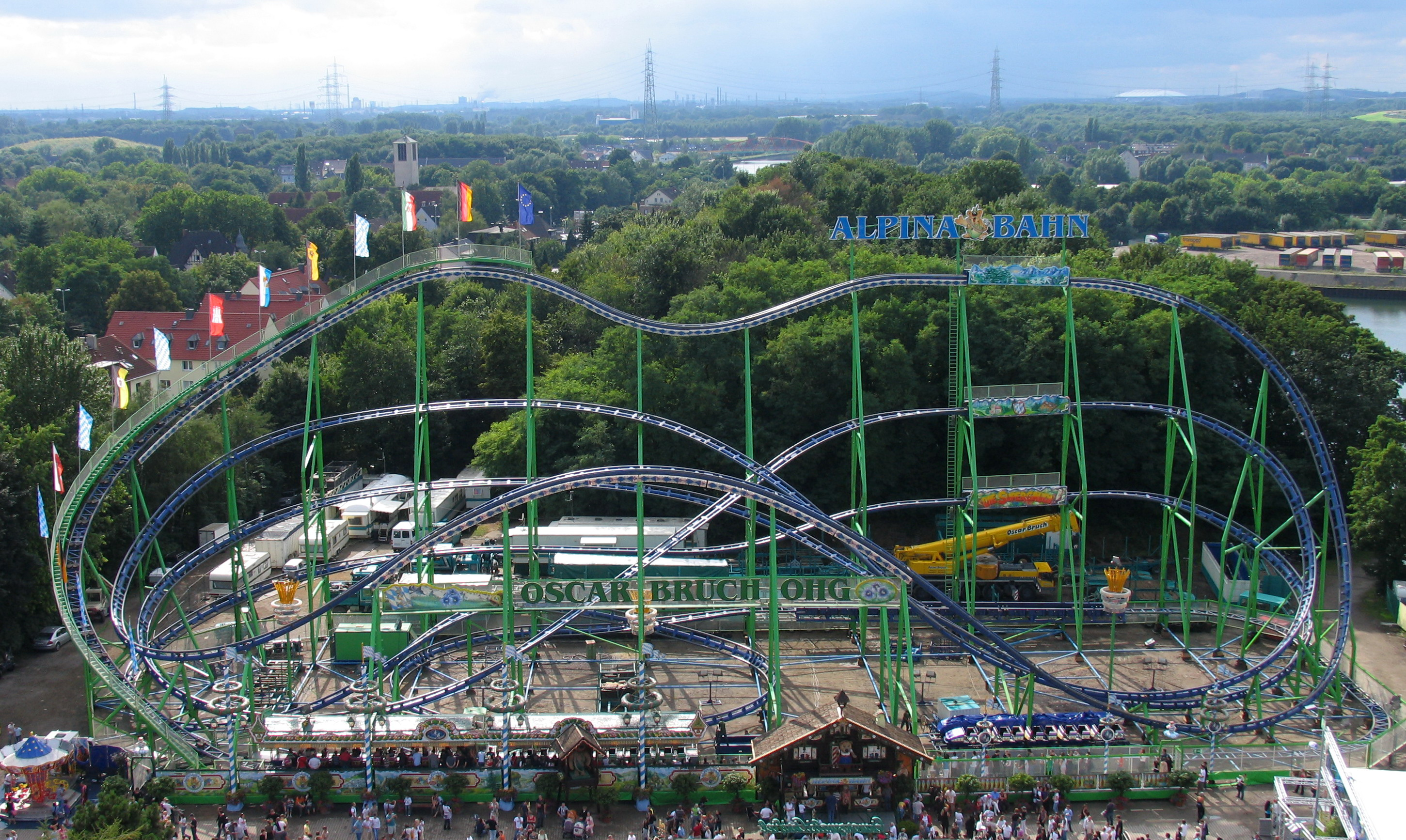
Alpina Bahn 2008
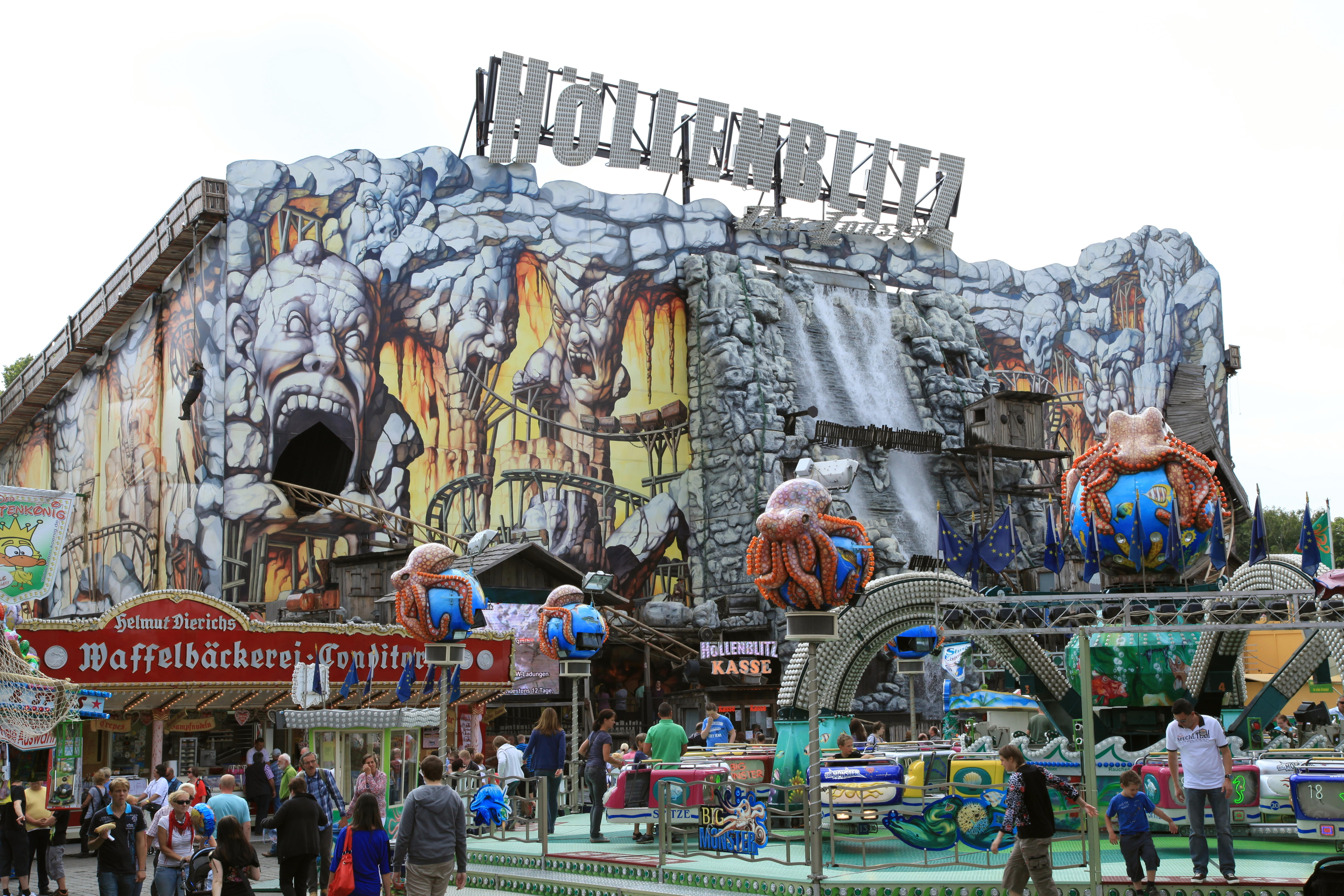
Höllenblitz 2012
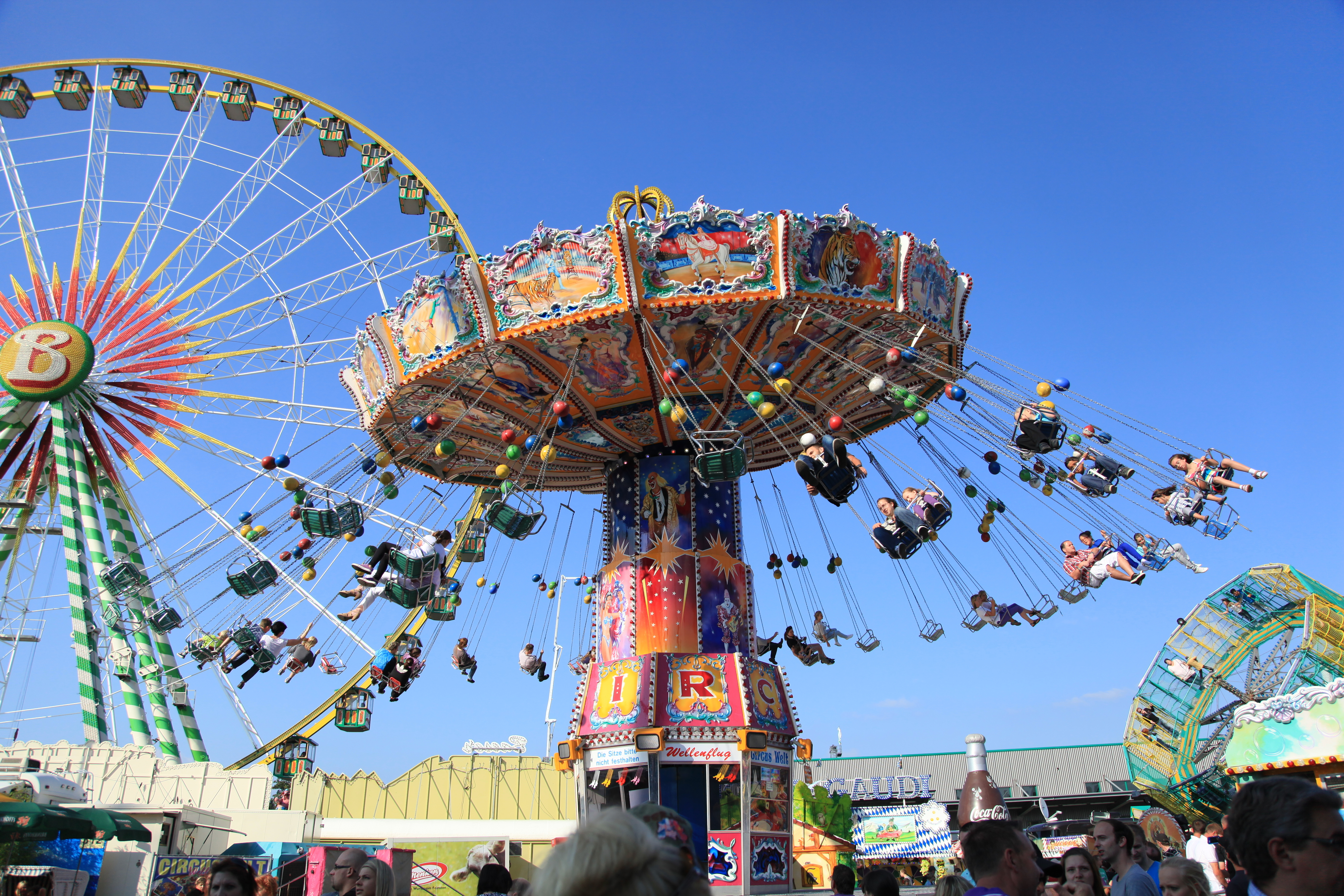
Riesenrad und Kettenkarussell 2012
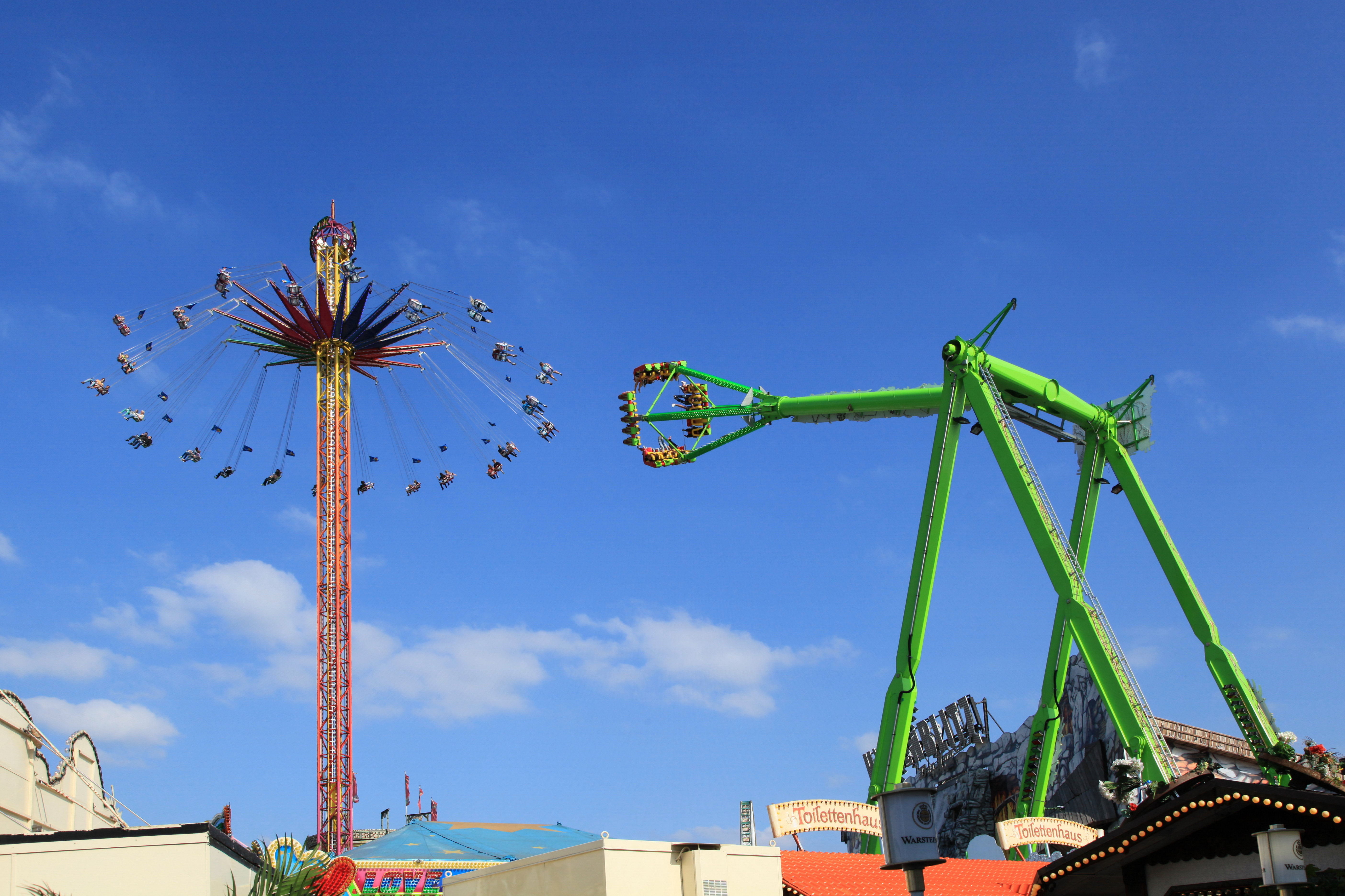
Star Flyer und Konga 2012
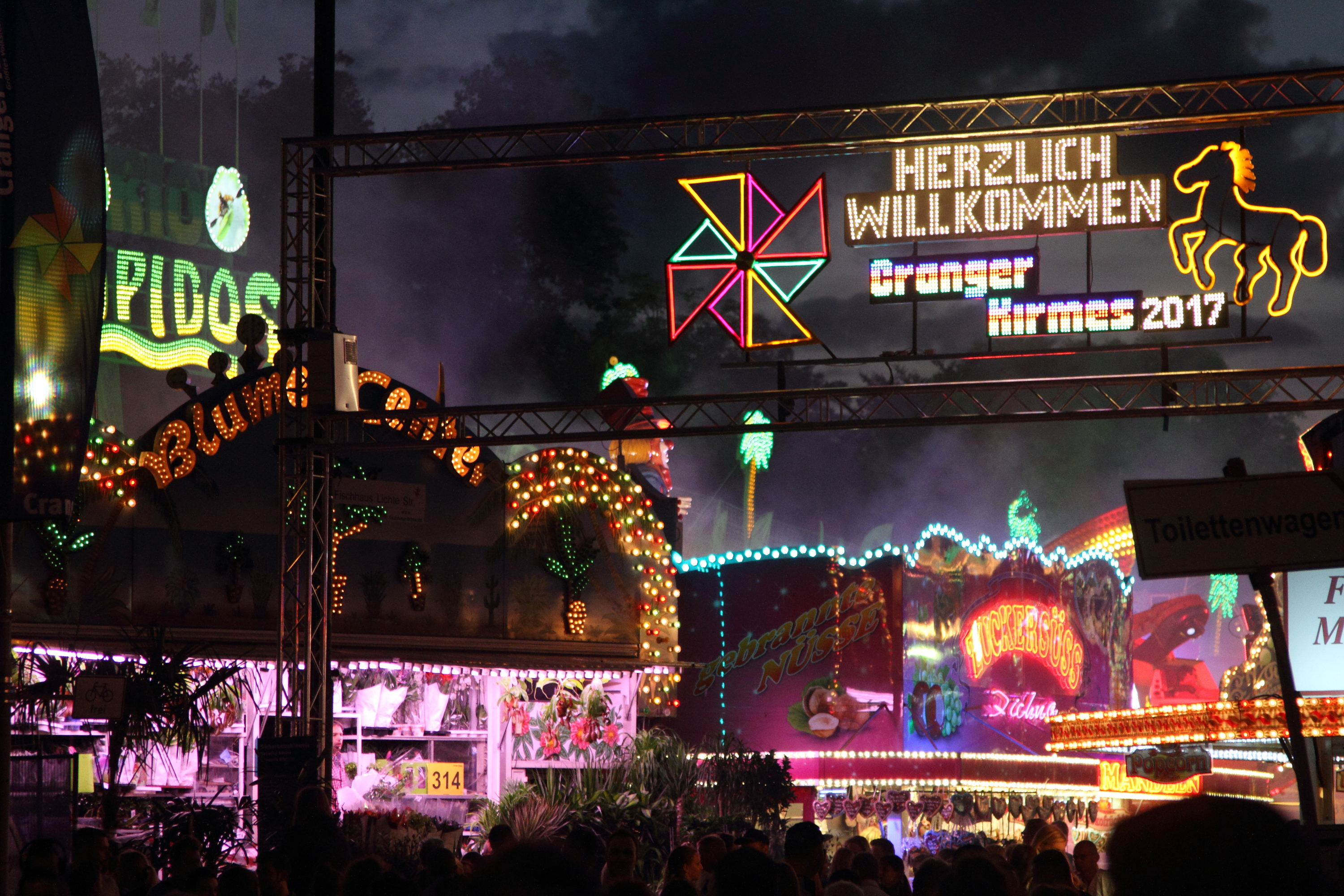
Cranger Kirmes 2017, Eingang
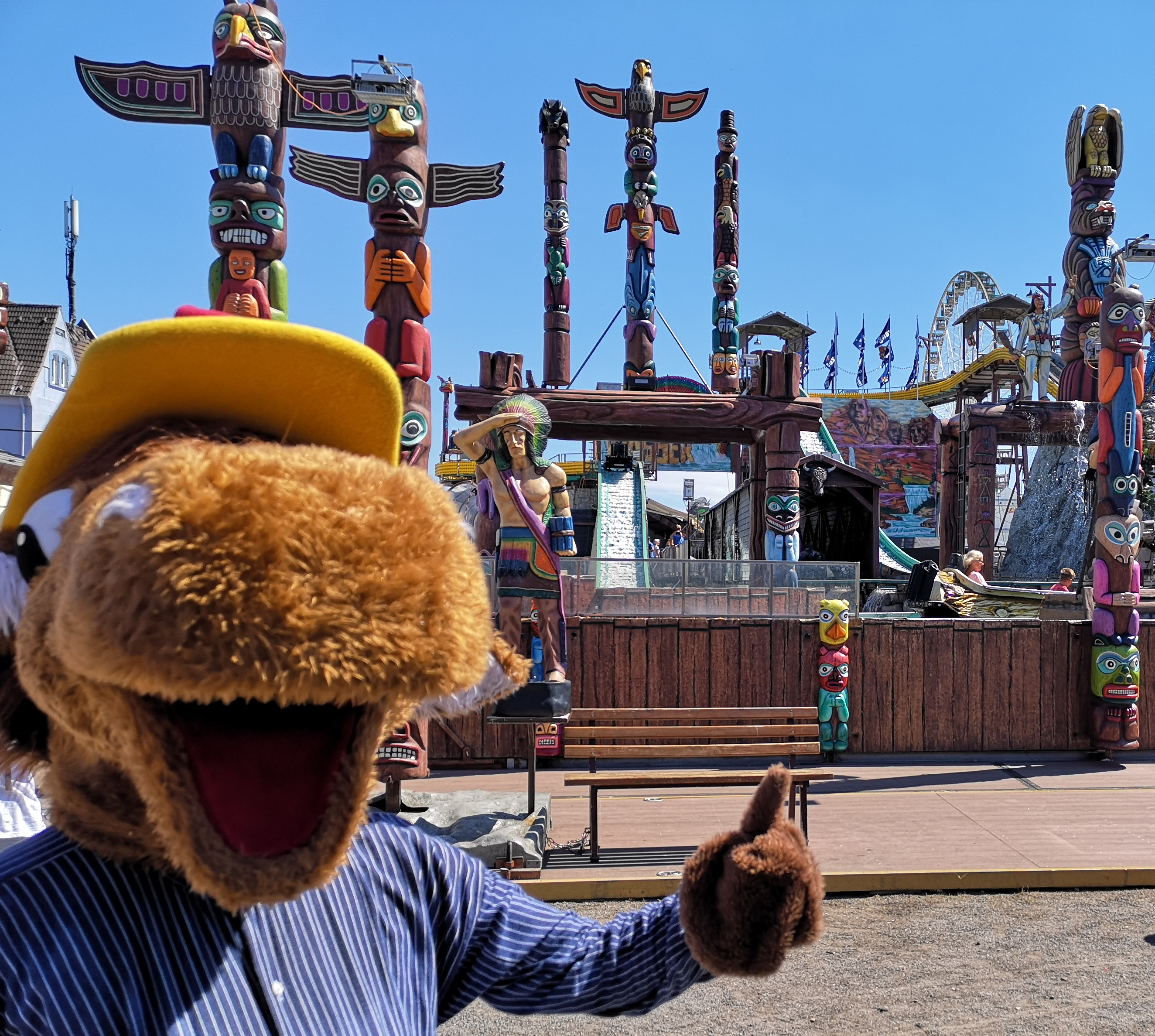
Wildwasserbahn auf der Cranger Kirmes 2018

## Cranger Weihnachtszauber

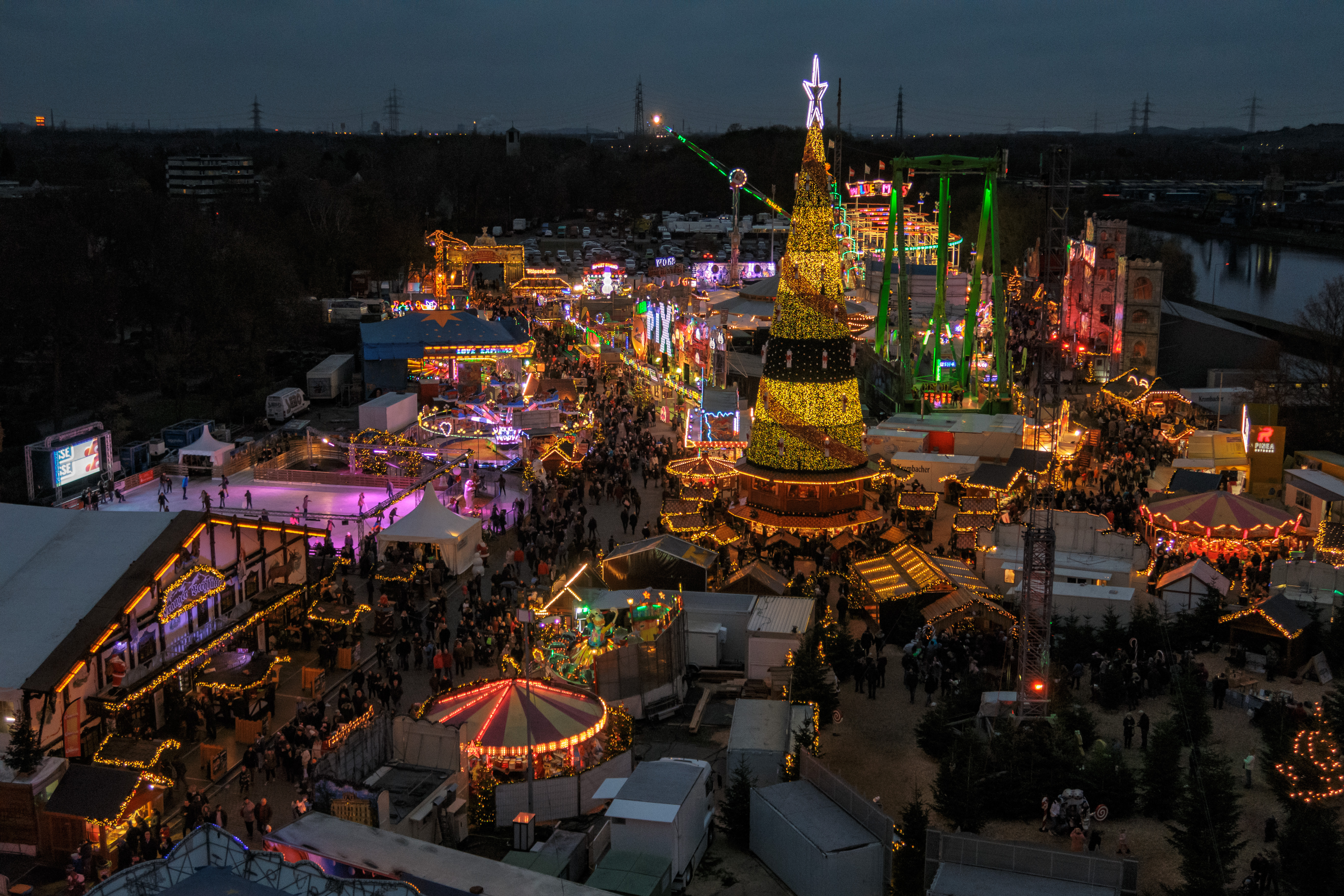
2018 – Blick vom Riesenrad

Auf dem Cranger Kirmesplatz findet unter dem Namen Cranger Weihnachtszauber auf einer Fläche von etwa 25.000 Quadratmetern eine Kombination aus Winterkirmes und Weihnachtsmarkt statt. Auf dem Platz steht mit 45 m Höhe einer der größten mobilen Weihnachtsbäume weltweit. Im unteren Teil der 80 Tonnen schweren und durch zwei Millionen LED-Lampen beleuchteten künstlichen Tanne befindet sich eine zweistöckige Gastronomie. Weitere Attraktionen sind neben Fahrgeschäften unter anderem Weihnachtsmarktstände, ein Märchenwald, Streichelzoo und eine ganztägig geöffnete Eisbahn. Nach der Eröffnung werden bis zum Ende mehrere Weihnachtsaufführungen und -shows für Kinder angeboten. Um vornehmlich Familienpublikum anzusprechen, endet die Veranstaltung täglich um 22 Uhr. Die Musik auf dem Platz wird zentral gesteuert und besteht aus weihnachtlichen Stücken.
Erstmals fand die Veranstaltung vom 23. November bis 31. Dezember 2018 statt. Dazu gehörten drei Groß-Gastronomien und ein Vergnügungspark mit Fahrgeschäften, wie Konga, Wellenflug-Kettenkarussell, Geisterbahn, Wilde Maus und Riesenrad. Die Veranstaltung endete mit einer Silvesterparty und Feuerwerk. Im Vorfeld gab es Kritik, da einige Anwohner Belästigung durch An- und Abreiseverkehr, Lärm und betrunkene Festgäste befürchteten. Die zweite Auflage dieser Veranstaltung fand vom 21. November bis zum 30. Dezember 2019 statt.
Anders als bei der Cranger Kirmes ist der Veranstalter nicht die Stadt Herne, sondern die Cranger Weihnachtsveranstaltungs GmbH & Co. KG mit dem Schausteller Sebastian Küchenmeister als Geschäftsführendem Gesellschafter.

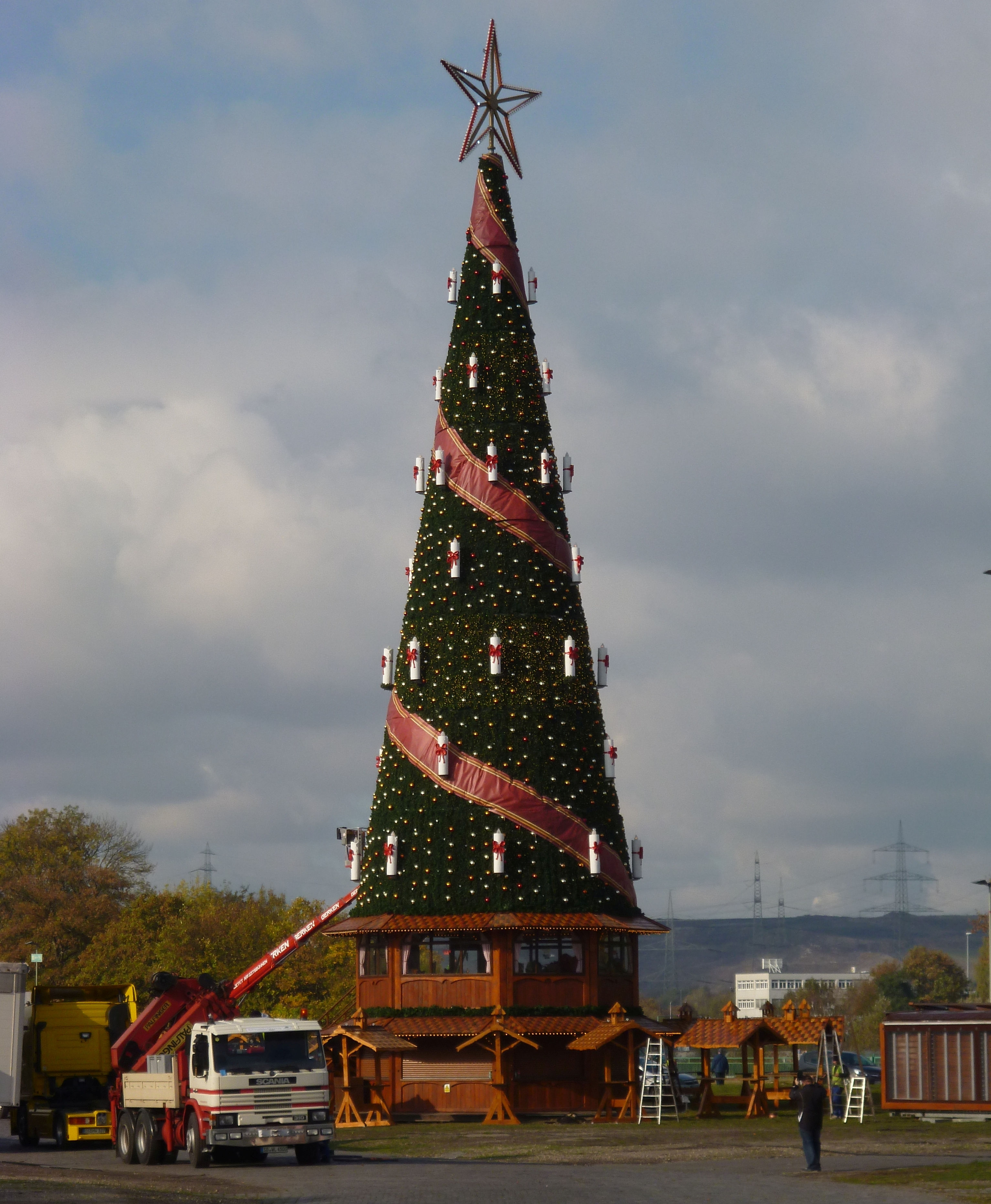
Aufbau des Baumes
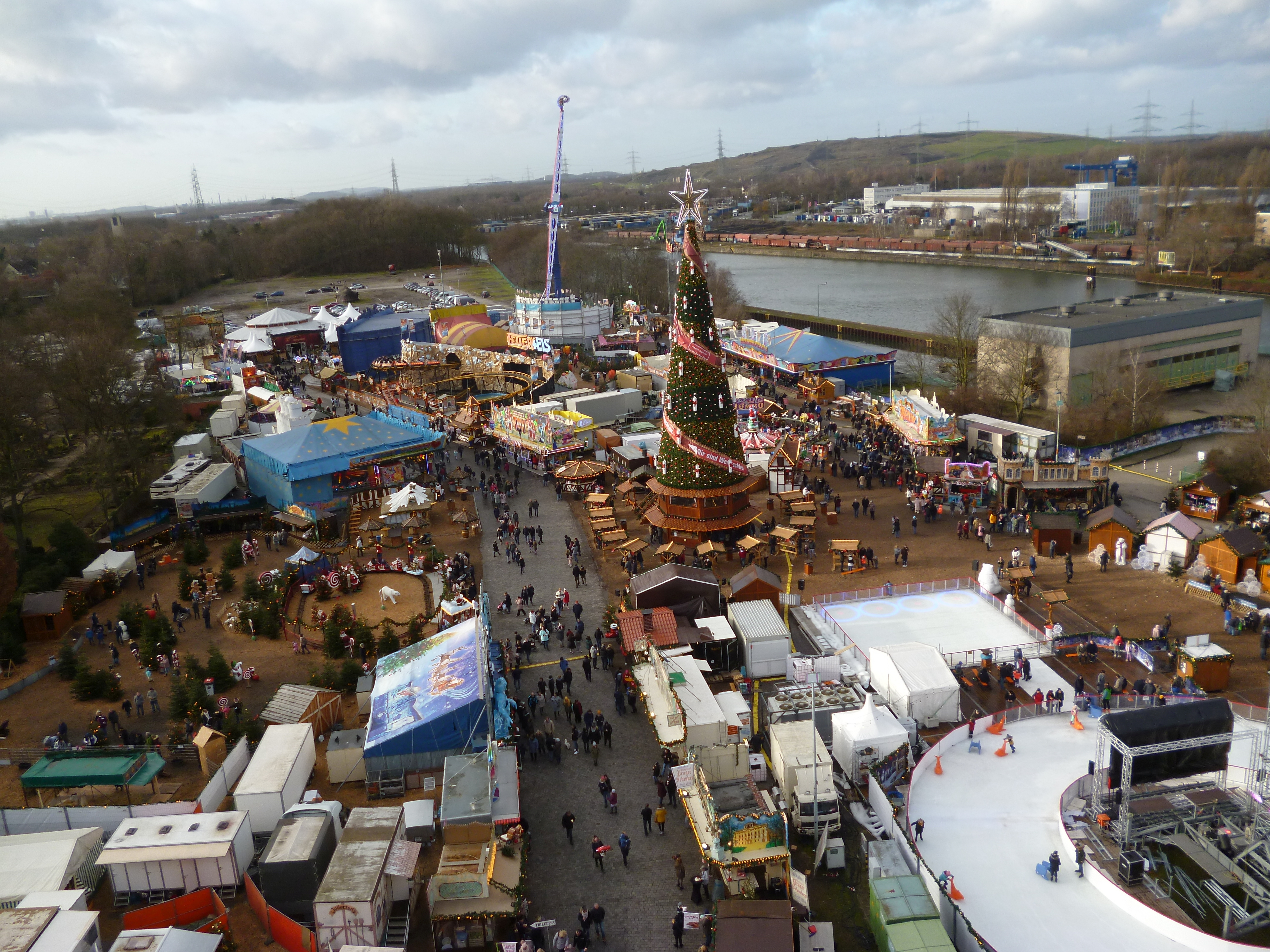
2019
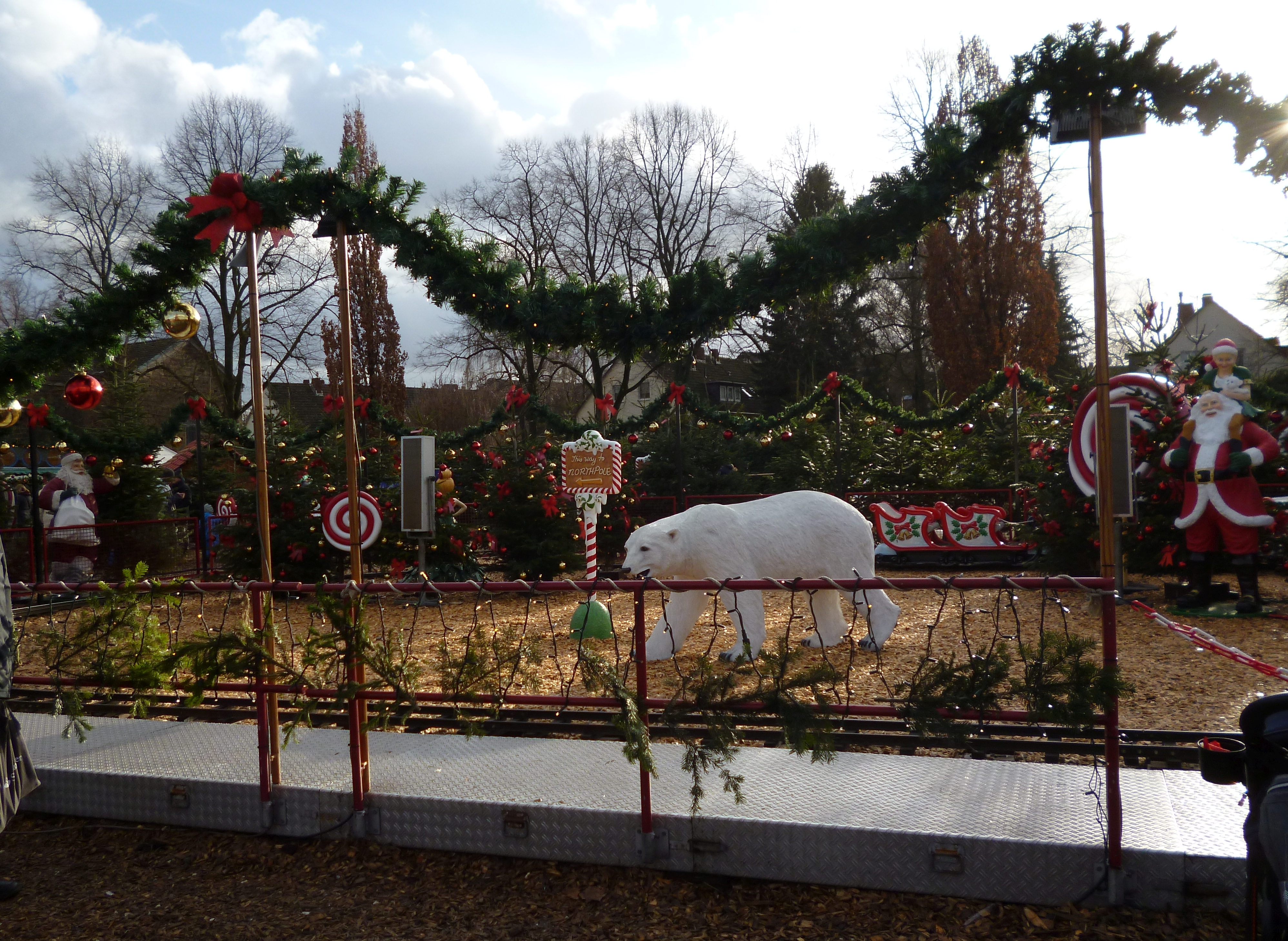
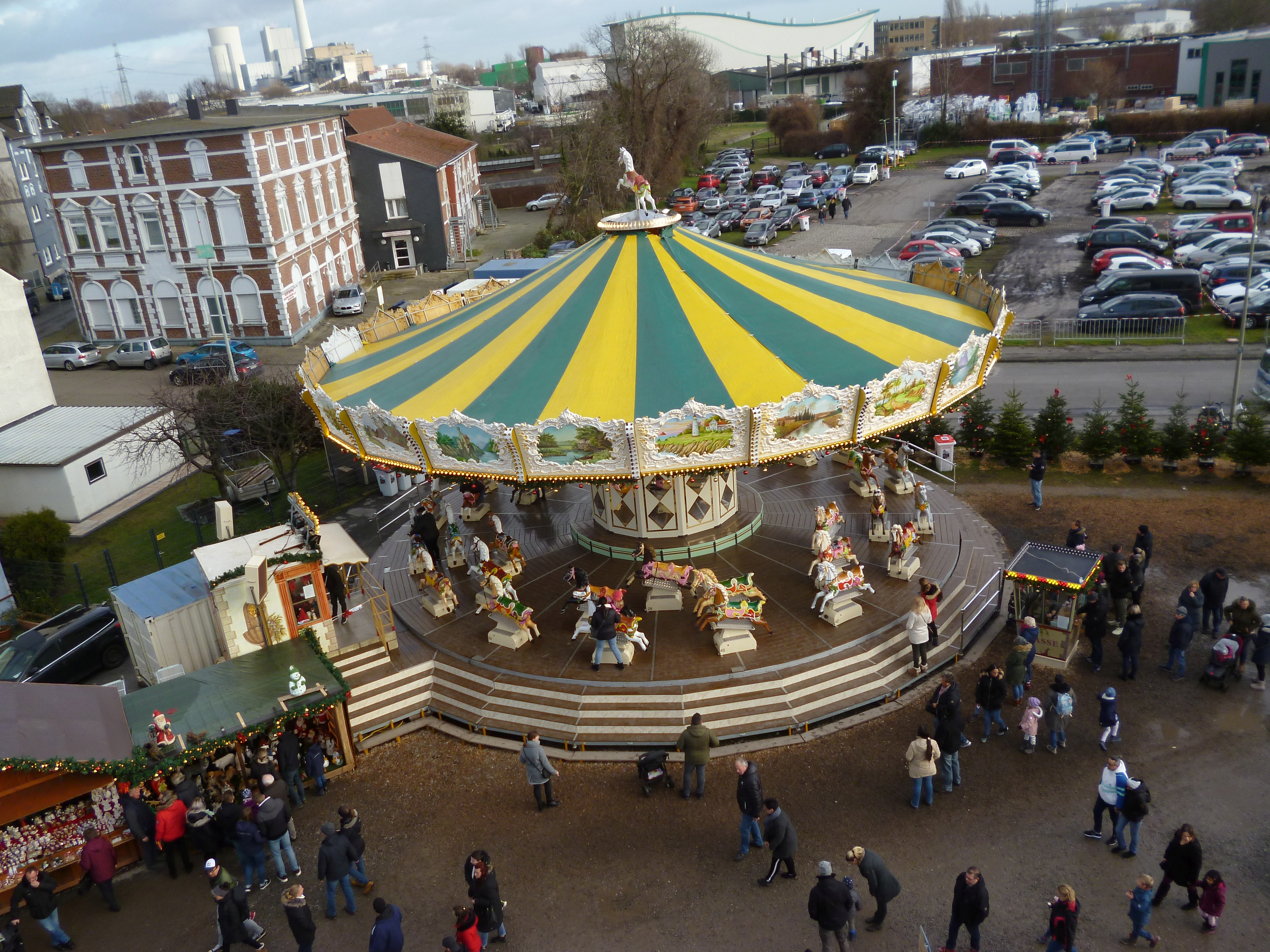